# لحم الماعز

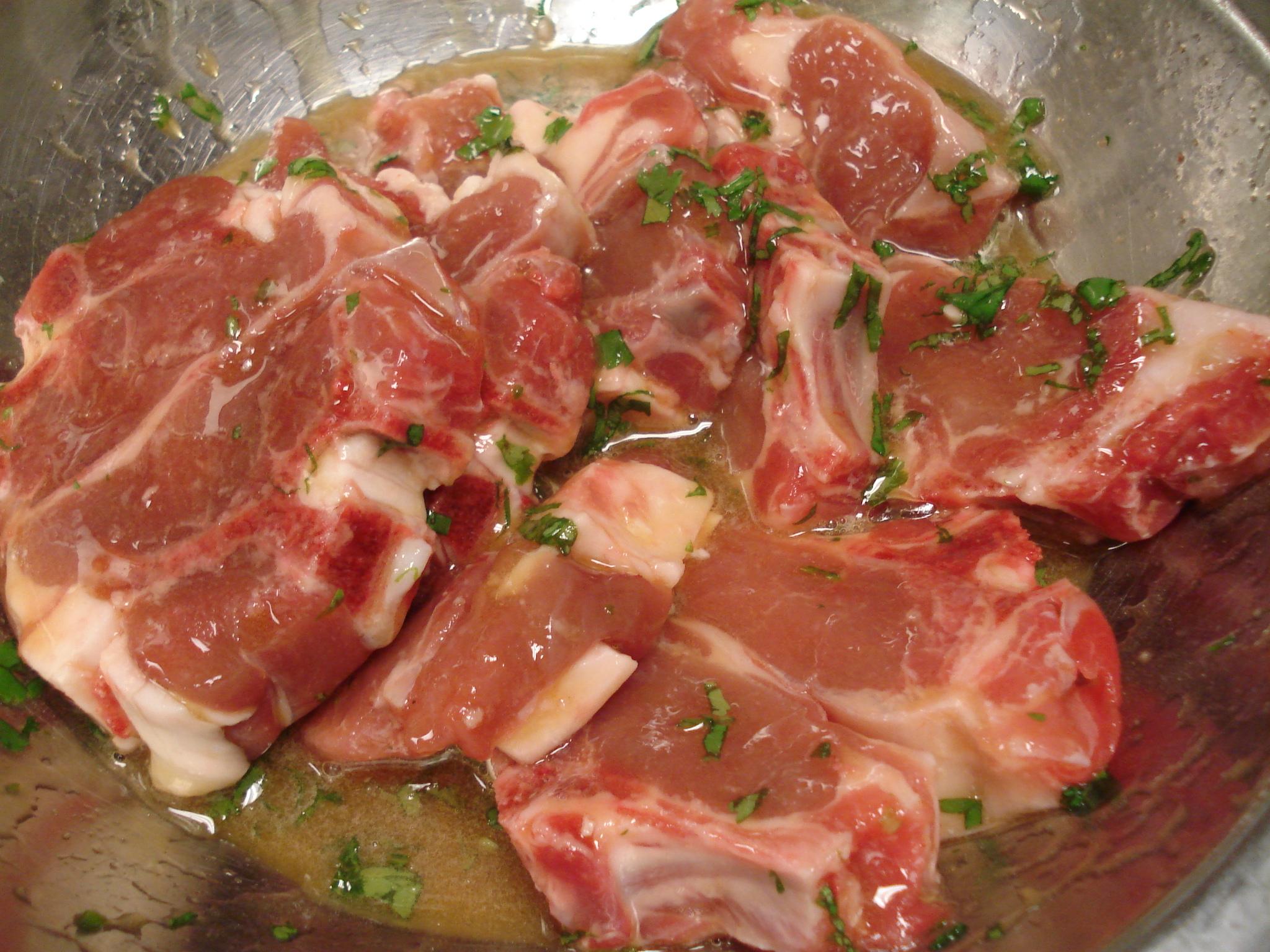
قطع من لحم الماعزالمنقّع

لحم الماعز مفيد جدا لان الماعز يتغذى على الأعشاب الطبيعية، ومناسب بالنسبة للأجهزة الهضمية عند معظم الناس ويحتوي على سعرات حرارية أقل ثم لحم البقر والضأن والدجاج. كما أنه يحتوي على نسبة أقل من الدهون والدهون المشبعة وأعلى نسبة من البروتين وبه نسبه عالية من الحديد.
رعي الماعز هي مهنة الأنبياء قال الرسول صلى الله عليه وسلم ما من نبي إلا رعى الغنم قالوا وأنت يا رسول الله قال كنت ارعاها على قراريط لأهل مكة

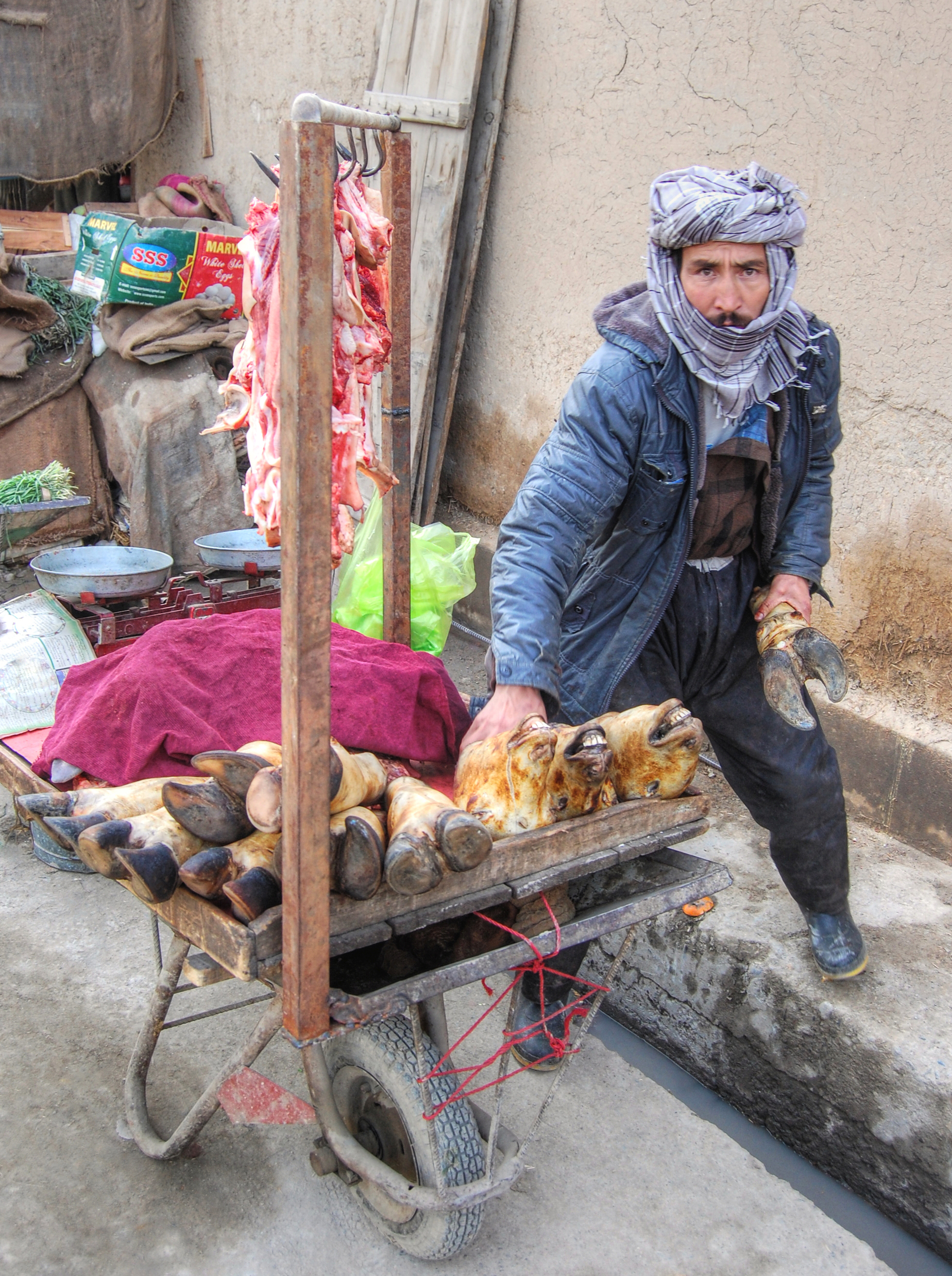
بائع لحم الماعز في كابول